# Thermosphaeroma smithi
Thermosphaeroma smithi là một loài chân đều trong họ Sphaeromatidae. Loài này được Bowman miêu tả khoa học năm 1981.